# Frau Hitt
Die Frau Hitt ist ein 2270 m ü. A. hoher Gipfel der Nordkette, der südlichsten Gebirgskette des Karwendel, der einer Frau auf einem Pferd ähnlich sieht. Der Sage nach soll es sich bei dem Gipfel um die versteinerte „Frau Hitt“ handeln, eine Riesenkönigin, die für ihren Geiz und ihre Selbstverliebtheit bekannt war.
Die prominente Felsnadel hoch über Innsbruck wurde früh zu einem touristischen Markenzeichen der Stadt. Ein spektakuläres Verhüllen der Frau Hitt durch die Verpackungskünstler Christo und Jeanne-Claude scheiterte letztlich an den Geldmitteln.
Angeblich wurde die Frau Hitt schon 1580 von Johann Georg Ernstinger erstmals bestiegen, im 19. Jahrhundert mehrfach von unbekannten Bergsteigern. Die Frau Hitt wird meist über die Westschulter bestiegen (eine Stelle III, sonst II). Bis zu dieser Schulter gibt es einen Weg von Osten (II) und einen etwas schwierigeren (III+) von Westen.
Der Frau Hitt-Sattel (2235 m ü. A.) liegt westlich der Frau Hitt, wo ein Übergang aus dem Inntal in das Gleirschtal möglich ist (der versicherte Abstieg ins Frau Hitt-Kar befindet sich nördlich unterhalb der Frau Hitt). Benachbarte Übergänge: im Westen der Erlsattel beim Solsteinhaus, im Osten bei der Hafelekar-Bergstation.
Der Frau Hitt-Sattel ist Kreuzungspunkt folgender Wander- und Kletterwege:
- nach SO Abstieg über den Schmidhubersteig, dann entweder zur Seegrube (1905 m ü. A., eine Station der Nordkettenbahn) queren oder Abstieg über die Höttinger Alm nach Innsbruck
- Hüttentour vom Solsteinhaus über den nördlich der westlichen Nordkette entlangführenden Gipfelstürmerweg zum Frau Hitt-Sattel, von dort weiter zur Seegrube und auf die Hafelekarspitze, ab der Hafelekarspitze über den Goetheweg zur Pfeishütte
- nach NW Abstieg durch das Frau Hitt-Kar, Kleinkristental, Gleirschtal und das westliche Hinterautal nach Scharnitz
- nach SW Aufstieg zur Vorderen Brandjochspitze
- nach NO Ausgangs- oder Endpunkt des Innsbrucker Klettersteigs

## Sage
Die Sage gibt es in verschiedenen Variationen, eine weit verbreitete besagt, dass die Frau Hitt einer Bettlerin nur einen Stein zu essen anbot. Die so verspottete Bettlerin verfluchte die Riesin samt Pferd, die daraufhin als ewige Strafe zu Stein verwandelt wurden.
Die Sage wurde erstmals 1811 in der Zeitschrift Morgenblatt beschrieben. 1816 erschien sie als Frau Hütt mit der Nr. 233 in der Sammlung Deutsche Sagen der Brüder Grimm.

## Bilder

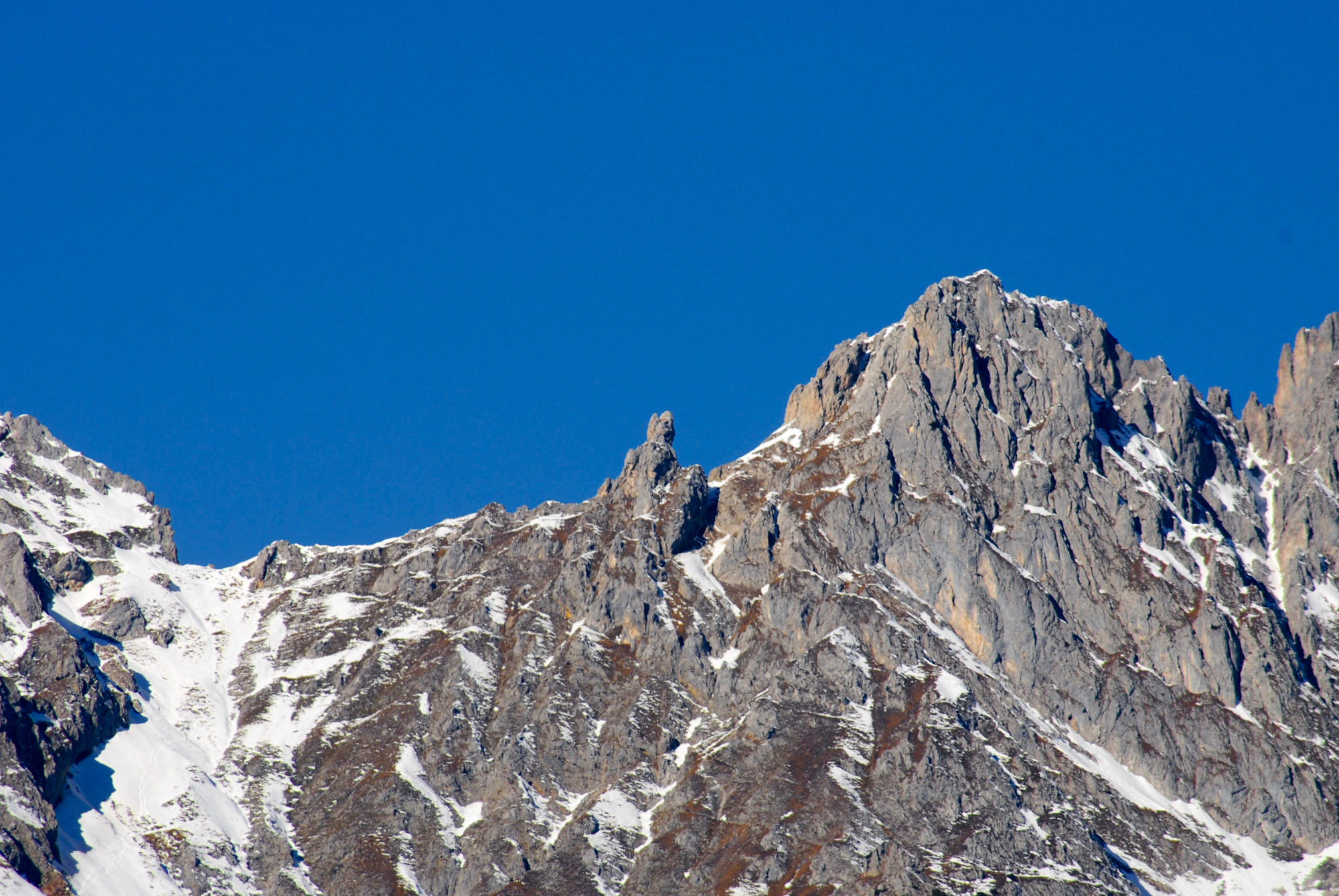
Frau Hitt zwischen Frau Hitt-Sattel (links) und Westlicher Sattelspitze (rechts)
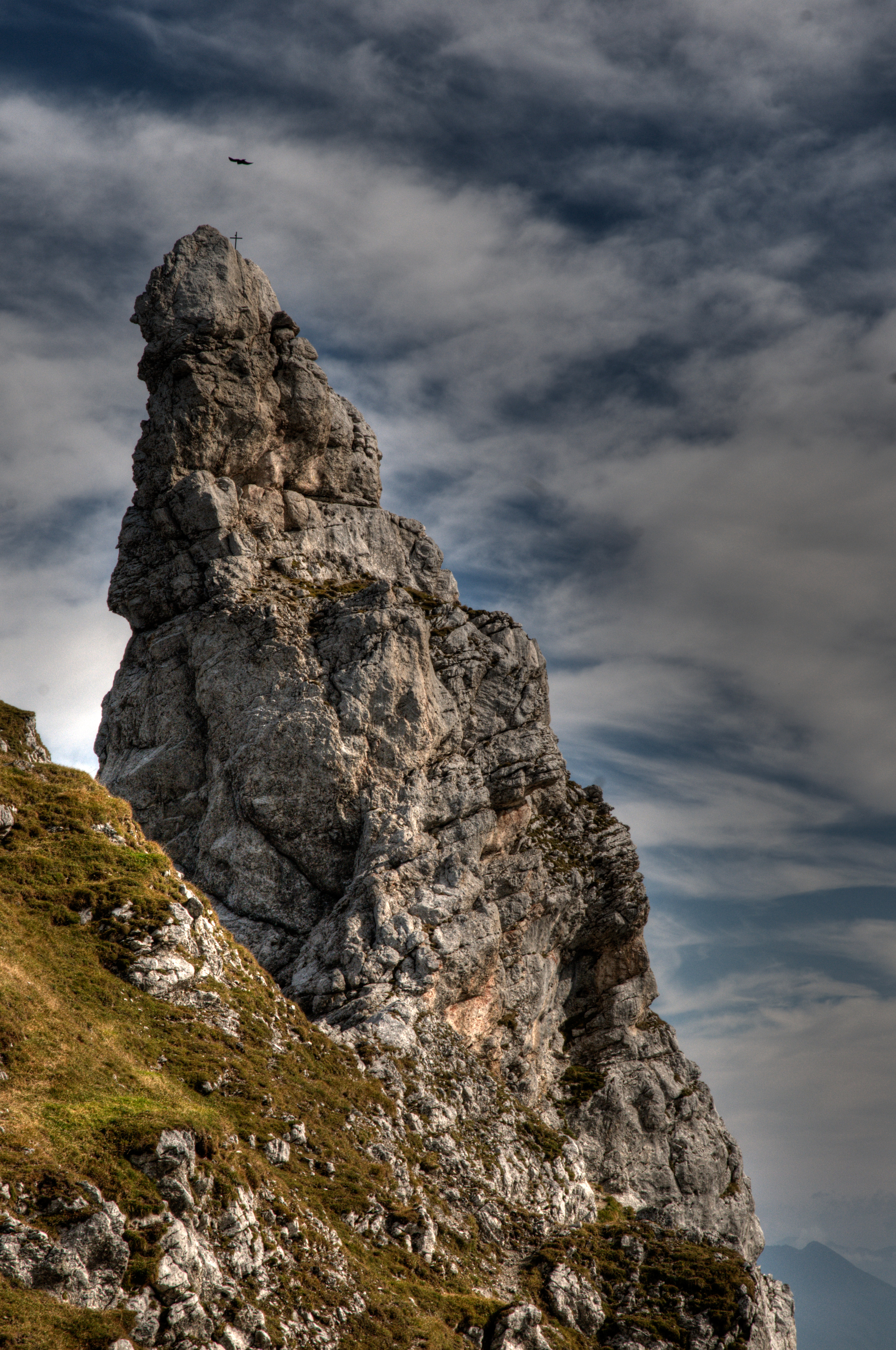
Frau Hitt Westseite
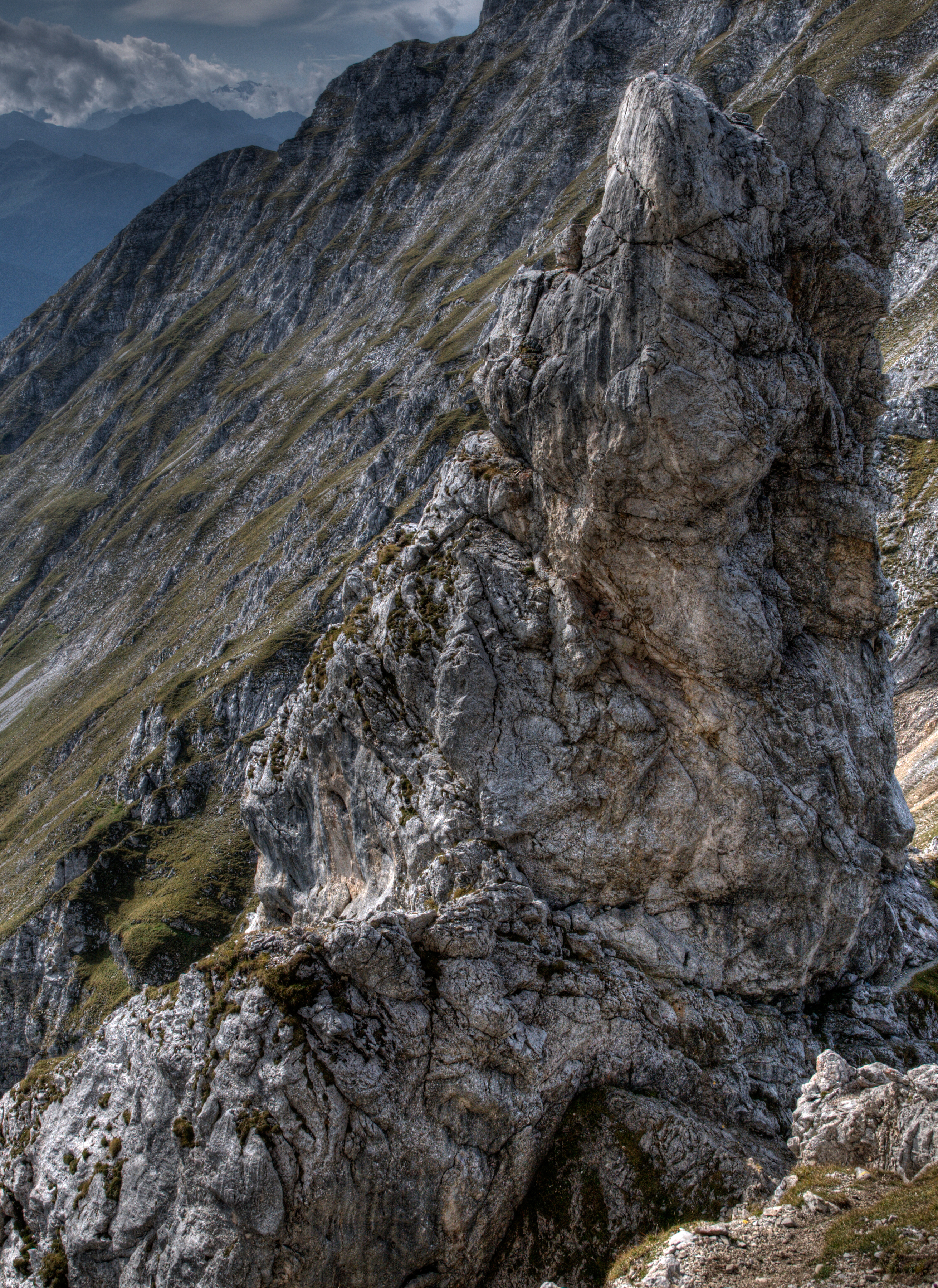
Frau Hitt Ostseite